# North Tunica
North Tunica és una concentració de població designada pel cens dels Estats Units a l'estat de Mississipi. Segons el cens del 2000 tenia 1.450 habitants.

## Demografia
Segons el cens del 2000, North Tunica tenia 1.450 habitants, 425 habitatges, i 333 famílies. La densitat de població era de 777,6 habitants per km².
Dels 425 habitatges en un 40,5% hi vivien nens de menys de 18 anys, en un 26,4% hi vivien parelles casades, en un 46,6% dones solteres, i en un 21,6% no eren unitats familiars. En el 19,5% dels habitatges hi vivien persones soles el 9,6% de les quals corresponia a persones de 65 anys o més que vivien soles. El nombre mitjà de persones vivint en cada habitatge era de 3,29 i el nombre mitjà de persones que vivien en cada família era de 3,76.
Per edats la població es repartia de la següent manera: un 36,4% tenia menys de 18 anys, un 13,6% entre 18 i 24, un 25,2% entre 25 i 44, un 15,8% de 45 a 60 i un 9% 65 anys o més.
L'edat mediana era de 25 anys. Per cada 100 dones de 18 o més anys hi havia 75,3 homes.
La renda mediana per habitatge era de 14.891 $ i la renda mediana per família de 16.466 $. Els homes tenien una renda mediana de 16.250 $ mentre que les dones 16.985 $. La renda per capita de la població era de 6.972 $. Entorn del 45,5% de les famílies i el 50,7% de la població estaven per davall del llindar de pobresa.

## Poblacions més properes
El següent diagrama mostra les poblacions més properes.